# Pancho’s Mexican Buffet
Pancho’s Mexican Buffet ist eine US-amerikanische Tex-Mex-Restaurantkette. Das Unternehmen war in den 1980er Jahren an der NASDAQ-Börse unter dem Symbol PAMX notiert. Pancho’s bietet Tacos, Flautas, Enchiladas, Tamales, Reis, gebratene Bohnen, Guacamole und weitere traditionelle Tex-Mex-Gerichte an.

## Geschichte
Das erste Pancho’s-Restaurant wurde 1958 in El Paso, Texas, von Jesse Arrambide, Jr. eröffnet. Nachdem er sein Restaurant mehrere Jahre erfolgreich betrieben hatte, wollte Arrambide eine Pancho’s-Restaurantkette schaffen. Das Unternehmen verlegte schließlich 1966 seinen Firmensitz von El Paso nach Fort Worth, Texas. Seit 1979 wechselte das Unternehmen zwischen mehreren Eigentümern und Partnern den Besitzer. Das Unternehmen war in den 1980er Jahren an der NASDAQ-Börse unter dem Symbol PAMX notiert. Im Jahr 2007 zog Pancho’s erneut nach Osten, diesmal nach Dallas, Texas. Im Jahr 2010 hatte das Unternehmen 40 Standorte. Im Februar 2012 stellte Panchos Corporate den Betrieb ein. Alle firmeneigenen Restaurants wurden geschlossen, die Telefonleitungen wurden abgeschaltet und die Website entfernt. Nicht unternehmenseigene Standorte waren weiterhin geöffnet. Im September 2014 gab es 14 Franchise-Standorte in Texas, Oklahoma und Louisiana. Derzeit gibt es zwei Standorte im Großraum Houston.